# تئودور ون گوگ
تئودور ون گوگ (به هلندی: Theodoor van Gogh) ملقب به تئو (Theo) یکی از فیلمسازان جنجالی و مطرح هلند بود. وی در سال ۲۰۰۴ به دست محمد بویری کشته شد. تئو ون گوگ یکی از نوادگان تئو ون گوگ، برادر ونسان ون گوگ، نقاش معروف پست‌امپرسیونیسم بود.

## ترور
در روز دوم نوامبر ۲۰۰۴ تئو ون گوگ روزنامه‌نگار، فیلمساز و چهره مشهور تلویزیون در هلند، در خیابانی نزدیک خانه‌اش در شرق آمستردام با شلیک چند گلوله به قتل رسید. قاتل او محمد بویری پس از شلیک گردن او را با کارد می‌برد و دشنه‌ای در قلبش فرومی‌کند. محمد، بیست‌وهفت ساله و بنیادگرای مسلمانی است که والدینش از مهاجرین مراکشی هستند. او در آمستردام به دنیا آمده، تحصیل کرده و قادر به خواندن و نوشتن به زبان عربی نیست. او از اعضای یک شبکه تروریستی به نام گروه هوفستاد است که قبل از این ترور توسط پلیس شناسایی شده بود.
تئو وان گوگ فیلمسازی با استعداد و درگیر با مسائل اجتماعی بود. او در مقالاتش با صراحت و طنز، بعضاً تند و توهین‌آمیز، اسلام و مسلمانان بنیادگرا را عقب مانده و قرون وسطایی می‌نامید. او با کارگردانی فیلم تسلیم («مطیع» هم ترجمه شده) که در آن به اسلام به‌عنوان عامل اصلی سرکوب زنان مسلمان پرداخته می‌شود؛ خشم مسلمانان را برانگیخت. پخش این فیلم از تلویزیون واکنش‌های تندی را در هلند به همراه داشت. در نامه‌ای که محمد بویری بر روی جسد وان گوگ بر جا می‌نهد؛ خانم آیان حرصی علی نماینده لیبرال و سومالی تبار مجلس هلند را که به دلیل موضع گیریهای ضداسلامی خود مشهور، و سناریوی فیلم «تسلیم» را نوشته بود، به مرگ تهدید می‌کند به‌دنبال این ترور خانم حرصی علی برای حفظ جانش مدتی در خارج از هلند به‌سر برد و هم‌اکنون تحت مراقبت شبانه‌روزی پلیس به سر کار خود برگشته‌است.

### پیامدها
پیامدهای این ترور در یکسال پس از مرگ وی در هلند بسیار وسیع بود. بلافاصله در شامگاه دوم نوامبر و در پی فراخوان روزنامه‌نگاران و شهردار آمستردام یوب کوهن، هزاران نفر در مرکز شهر به تظاهرات پرداخته و با نواختن طبل و ایجاد سر و صدای فراوان که نماد اعتراض بود؛ این واقعه را محکوم کردند. برای مردم آمستردام قتل ون گوگ شوک بزرگی بود. آمستردام شهری است با سنت چندصدساله آزادی فردی و اجتماعی که مردمش به دلیل داشتن منش مردم سالارانه و فرهنگ تساهل و مدارا در جهان غرب مشهورند. در تظاهرات اعتراضی مردم، شهردار کوهن با شعار: «کسی را نمی‌توان به جرم ابراز عقیده کشت»، گفته بود: امروز یک آمستردامی کشته شده‌است. او با خیلی‌ها و از جمله با من دعوا داشت و این آزادی، آزادی بیان و اعتراض در این مملکت وجود دارد؛ آزادی انتقاد و طرح نظر و حرف زدن…". کوهن در ادامه، بنیادگرایان تروریست را دشمنان آزادی و تهدیدی برای دموکراسی دانسته اما هم‌زمان برای جلوگیری از گسترش درگیریهای قومی و مذهبی میان شهروندان آنان را به حفظ آرامش و رعایت قانون فرا خواند بود. البته آتش زدن مساجد و مدارس اسلامی در چند شهر دیگر از پیامدهای بعدی قتل وان گوگ بودند که به گسترش اسلام‌ستیزی و اوج‌گیری تشنجات قومی در هلند منجر گردید. در ماه‌های بعد و در نتیجه سیاست‌های صلح جویانه آقای کوهن در آمستردام، شهری که بیش از صدو پنجاه ملیت مختلف در آن زندگی می‌کنند از تنش‌های قومی و مذهبی جلوگیری شده و شهر آرامش قبلی خود را بازیافت. کوششهای او در زمینه ایجاد گفتمان و تبادل نظر میان اقلیت مسلمان و اکثریت غیر مسلمان شهر و جلوگیری از گسترش خشونت در آمستردام منجر به انتخاب آقای کوهن به عنوان قهرمان اروپا از طرف هفته‌نامه تایمز شد.
و اما در یک سال اخیر بحث آزادی بیان و حدود آن از بحثهای داغ در پارلمان، مطبوعات و گردهمایی‌های گوناگون در هلند بوده‌است. وزیر دادگستری آقای دونر از حزب دموکرات مسیحی (که در ائتلاف با حزب مردم برای آزادی، دموکراسی و حزب دموکرات، دولت فعلی را تشکیل می‌دهد)؛ پس از این حادثه خواهان محدودیت در آزادی بیان و مجازات کسانی شد که به مقدسات الهی توهین می‌کنند. این اقدام او با مخالفت شدید احزاب سیاسی، رسانه‌ها و مردم مواجهه شد. آنان سانسور و محدودیت در انتقاد و ابراز عقیده را محکوم کرده و خواهان عذرخواهی آقای وزیر شدند. از بررسی یک همه‌پرسی که بتازگی انجام گرفته می‌توان گفت که هفتادوهفت درصد مردم هلند خواهان رعایت حقوق اقلیتهای قومی و مذهبی و احترام بیشتر برای مسلمانان این کشور هستند. شصت و شش درصد مردم خواهان آنند که از بکار بردن کلمات توهین‌آمیز و دشنام در بحث و انتقاد خودداری شود. نود درصد مردم در هلند می‌گویند که کسی حق ندارد به همجنس گرایان توهین کند یا آن‌ها را مریض بداند. هر چند که تئو وان گوگ به دلیل نوشتن مقالات تند و تیز و تحریک‌کننده‌اش در میان مسلمانان و بعضی از همکارانش محبوب نبود؛ اما با کشته شدن وان گوگ بخاطر ابراز عقیده و بدست یک مسلمان تند رو، از او به‌عنوان مبارز و شهید راه آزادی بیان تجلیل شد.